# Epsilon Indi
Epsilon Indi (ε Ind) je hvězdný systém v souhvězdí Indiána skládající se z oranžového trpaslíka ε Ind A a dvou hnědých trpaslíků ε Ind Ba a ε Ind Bb.

## Vlastnosti
Epsilon Indi A je hvězda hlavní posloupnosti spektrální třídy K5, která má přibližně tři čtvrtiny hmotnosti Slunce, obsah železa ve fotosféře je o 13 % nižší než u Slunce.
Koróna této hvězdy je podobá jako sluneční, s intenzitou rentgenového záření 2×1020W a teplotou 2×106 K.
Hvězda má třetí největší vlastní pohyb z hvězd viditelných pouhým okem a celkově devátý největší,
a tak se kolem roku 2640 přesune do souhvězdí Tukana.
Slunce pozorované od ε Indi by bylo vidět se zdánlivou hvězdnou velikostí 2,6 v souhvězdí Velké medvědice, nedaleko Velkého vozu.

### Průvodci
V lednu 2003 astronomové oznámili objev hnědého trpaslíka s hmotností 40-60 Jupiterů na oběžné dráze kolem ε Indi A ve vzdálenosti nejméně 1 500 AU. V srpnu 2003 bylo zjištěno, že jde ve skutečnosti o dvojitého hnědého trpaslíka, jehož složky jsou vzdálené 2,1 AU, s oběžnou dobou kolem 15 let. Oba hnědí trpaslíci jsou spektrální třídy T, hmotnější z nich, ε Indi Ba, je třídy T1-T1,5 a méně hmotný ε Indi Bb třídy T6.

## Planetární systém
Kolem epsilon Indi A pravděpodobně obíhá planeta (plynný obr) o hmotnosti asi 0,97 Jupitera s oběžnou dobou delší než 30 let.